# Hymenocallis howardii
Hymenocallis howardii là một loài thực vật có hoa trong họ Amaryllidaceae. Loài này được Bauml mô tả khoa học đầu tiên năm 1989.